# Eunice (nome)
Eunice  è un nome proprio di persona italiano femminile.

## Varianti in altre lingue
- Greco antico: Εὐνίκη (Eunike)[2][3]
- Inglese: Eunice[2], Unice[2]
- Latino: Eunice[1][2]
- Polacco: Eunika[2]
- Ungherese: Euniké

## Origine e diffusione
Continua il nome greco Εὐνίκη (Euníke). È formato da εὐ (eu, "bene") e νίκη (níke, "vittoria"), e il significato complessivo può essere interpretato come "buona vittoria" o "vittoriosa".
Il nome appare nella Bibbia (2Ti 1,5), dove è portato dalla madre di san Timoteo (nella stessa lettera appare anche il nome di Loide, sua nonna). Come nome inglese, il suo uso cominciò in seguito alla Riforma Protestante. È inoltre presente nella mitologia greca, dove Eunice è una delle nereidi, alla quale è dedicato l'asteroide 185 Eunike.

## Onomastico
L'onomastico può essere festeggiato il 1º novembre, festa di Ognissanti, non essendovi sante con questo nome che è quindi adespota.

## Persone

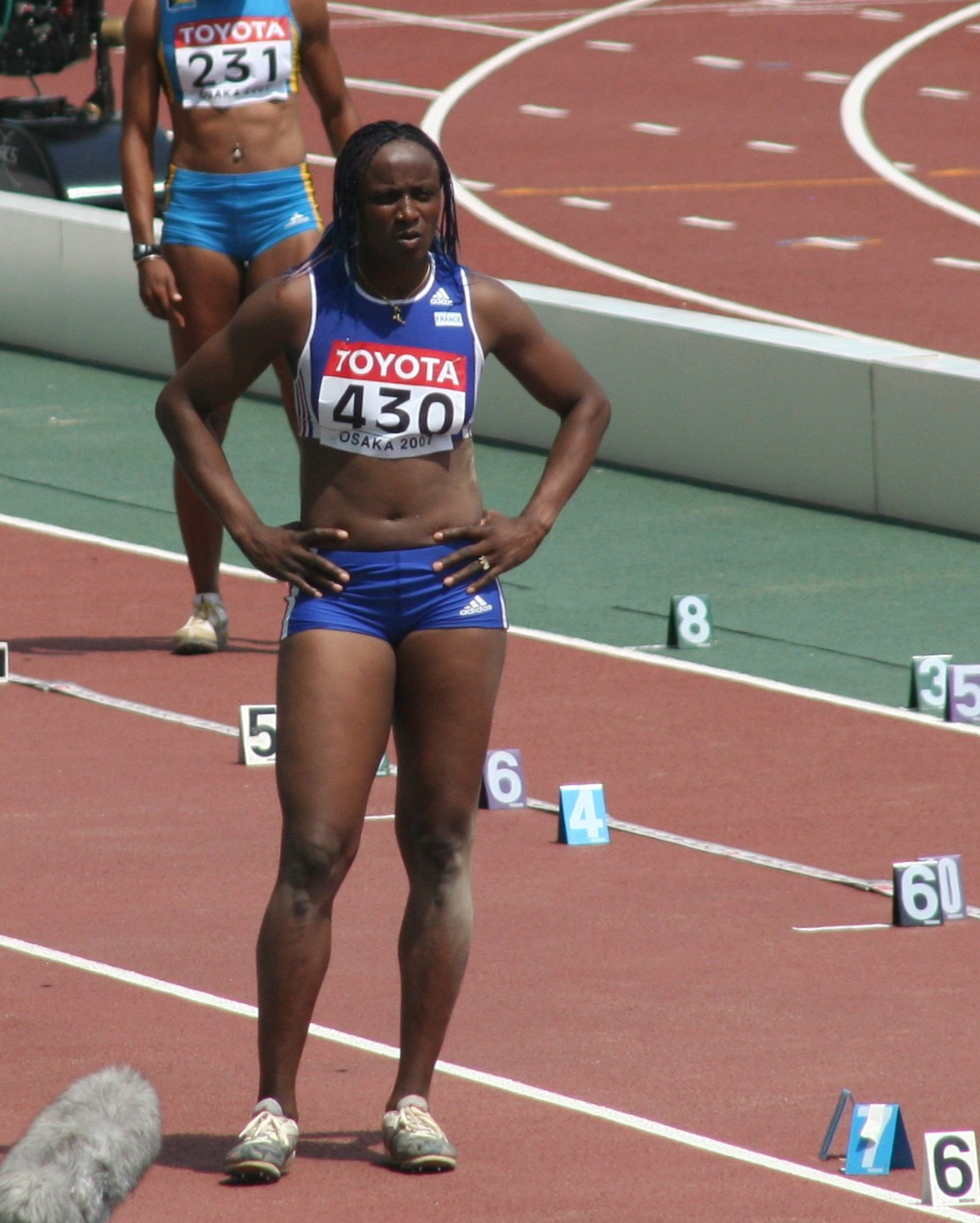
Eunice Barber

- Eunice Barber, atleta sierraleonese naturalizzata francese
- Eunice Gayson, attrice britannica
- Eunice Jepkorir, atleta keniota
- Eunice Kennedy Shriver, componente della famiglia Kennedy
- Eunice Murray, arredatrice e scrittrice statunitense
- Eunice Norton, pianista statunitense
- Eunice Sum, atleta keniota
- Eunice Kathleen Waymon, vero nome di Nina Simone, cantante, pianista, scrittrice e attivista statunitense

## Il nome nelle arti
- Eunice, personaggio del film Troll del 1986.
- Mary Eunice è un personaggio della serie televisiva American Horror Story.
- Eunice Tate è un personaggio della serie televisiva Bolle di sapone.
- Eunice è una delle due poliziotte nella serie televisiva Netflix The End Of The F***ing World.
- Eunice è la schiava che si innamora di Petronio in Quo vadis (1951) interpretata da Marina Berti.